# Matthias Schneider (Politiker)
Matthias Schneider (* 16. Mai 1962 in Erlangen; † 8. August 2024) war ein deutscher Politiker (CDU). Er war vom 20. Februar 2011 bis zum 30. Juni 2023 Landrat des Landkreises Birkenfeld in Rheinland-Pfalz.

## Leben
Matthias Schneider legte sein Abitur 1982 am humanistischen Kronberg-Gymnasium in Aschaffenburg ab. Nach seinem in Nordhessen abgeleisteten Wehrdienst studierte er von 1982 bis 1988 Forstwissenschaft an der Albert-Ludwigs-Universität Freiburg. Auf die Referendarzeit, die er in Bayern absolvierte, und eine Beschäftigung im Holzhandel folgte im Mai 1992 ein Wechsel zur Bundesforstverwaltung, für die er in Munster, Strausberg, Berlin und seit Ende der 1990er Jahre in Baumholder tätig war. Während dieser Zeit promovierte er 2003 mit einer Untersuchung zum Thema Von der zivilen Kulturlandschaft zur militärischen Dienstleistungslandschaft – das Beispiel Truppenübungsplatz Baumholder. Nach seiner erfolgreichen Wahl war er von 2011 bis 2023 hauptamtlich als Landrat tätig.

## Politik
Schneider war seit 1997 in der CDU aktiv. Für sie gehörte er von 2001 bis 2003 dem Gemeinderat von Kusel an. Ab 2007 war er Mitglied des Rats der Verbandsgemeinde Baumholder und übernahm dort 2009 den Vorsitz der CDU-Fraktion. Im gleichen Jahr wurde er in den Kreistag des Landkreises Birkenfeld gewählt.
Von der CDU als Kandidat für das Amt des Landrats aufgestellt, setzte er sich bei der Stichwahl am 13. Juni 2010 mit einem Stimmenanteil von 63,3 % gegen den Amtsinhaber Axel Redmer (SPD) durch, nachdem bei der Direktwahl am 30. Mai keiner der ursprünglich drei Bewerber eine ausreichende Mehrheit erreicht hatte. Damit wurde er der erste Herausforderer, dem dies seit Einführung der Urwahl in Rheinland-Pfalz gegen einen amtierenden Landrat gelang. Er trat das Amt am 20. Februar 2011 an. Bei der Direktwahl am 26. August 2018 wurde er mit einem Stimmenanteil von 59,25 % im ersten Wahlgang – bei drei weiteren Bewerbern – für eine zweite Wahlperiode von acht Jahren im Amt bestätigt.
Zum 30. Juni 2023 wurde Schneider wegen Dienstunfähigkeit aus gesundheitlichen Gründen in den Ruhestand versetzt.

## Veröffentlichungen
- Von der zivilen Kulturlandschaft zur militärischen Dienstleistungslandschaft. Das Beispiel Truppenübungsplatz Baumholder. Institut für Landespflege, Freiburg im Breisgau 2004, ISBN 978-3-933390-27-1[10]